# Wörthersee Piraten
I Wörthersee Piraten sono una società cestistica avente sede a Klagenfurt am Wörthersee, in Austria. Fondati nel 1978, giocano nel campionato di pallacanestro austriaco.
Disputano le partite interne nella Sporthalle St.Peter.